# Jean-Baptiste Sondji
Jean-Baptiste Sondji (né en 1952 ou 1953) est un docteur en médecine et un homme politique congolais, originaire de Bandundu. Il est ministre de la Santé publique et des affaires sociales dans le gouvernement de Laurent-Désiré Kabila du 24 mai 1997 au 15 mars 1999. 
Docteur en médecine, ancien ministre de la Santé sous le président Laurent-Désiré Kabila, Jean-Baptiste Sondji a été cofondateur du Front patriotique pour le renouveau et le progrès.